# Nagaoka Gaishi

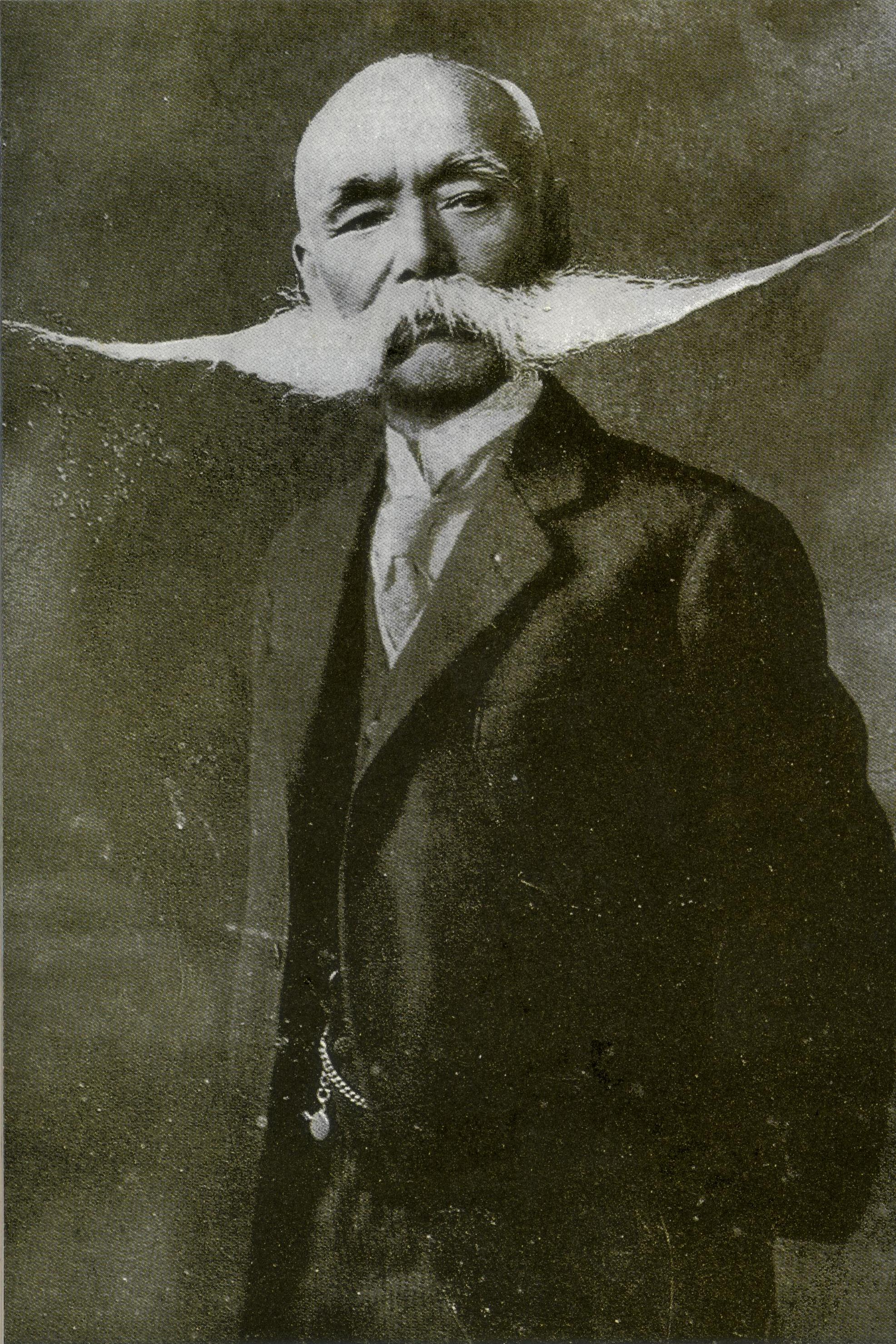

Nagaoka Gaishi est un nom japonais traditionnel ; le nom de famille (ou le nom d'école), Nagaoka, précède donc le prénom (ou le nom d'artiste).
Nagaoka Gaishi (長岡 外史) (23 juin 1858 - 21 avril 1933) est un général de l'armée impériale japonaise qui fut élu à la chambre des représentants du Japon en 1924. 
Il était connu pour porter la deuxième plus longue moustache du monde avec une envergure de 50 cm.
Il sert pendant la première guerre sino-japonaise et est vice-chef de l'État-major de l'armée impériale japonaise durant la guerre russo-japonaise. Membre du quartier-général impérial, il défend activement le projet d'invasion de Sakhaline. 
Il prépare divers projet durant la guerre contre la Russie comme :
- Envisager d'attaquer les pigeons voyageurs russes en utilisant des faucons apprivoisés dans la cour de l'empereur Meiji.
- Envisager de faire flotter un ballon à air chaud au-dessus de Port-Arthur (ville russe alors assiégée par les Japonais).
- Détacher des batteries d'artillerie côtières et les envoyer à Port-Arthur pour intimider les Russes.
- Introduire l'usage du ski dans l'armée.

Il est plus tard l'un des premiers à suggérer l'utilisation des avions pour un usage militaire
Il commande plus tard la 13e division en 1913.